# بوتش كاسيدي وساندانس كيد (فلم)
بوتش كاسيدي وساندانس كيد (بالإنجليزية: Butch Cassidy and the Sundance Kid) هو فيلم دراما تم إنتاجه في الولايات المتحدة وصدر في سنة 1969.

## طاقم التمثيل
- بول نيومان
- روبرت ريدفورد

### ترشيحات وجوائز
| السنة | الحدث  | الفئة               | النتيجة  |
| ----- | ------ | ------------------- | -------- |
|       | أوسكار | أفضل موسيقى تصويرية | فـــــوز |
|       | أوسكار | أفضل سيناريو        | فـــــوز |

## الميزانية والإيرادات
بلغت تكلفة إنتاج الفيلم حوالي 6,825,000 دولار بينما حقق أرباحا تقدر بـ 102,308,889 دولار.[بحاجة لمصدر]

## وصلات خارجية
- مقالات تستعمل روابط فنية بلا صلة مع ويكي بيانات